# Euphorbia franckiana
Euphorbia franckiana es una especie fanerógama perteneciente a la familia de las euforbiáceas.  El Phorbol ha sido aislado del látex de esta planta perenne.

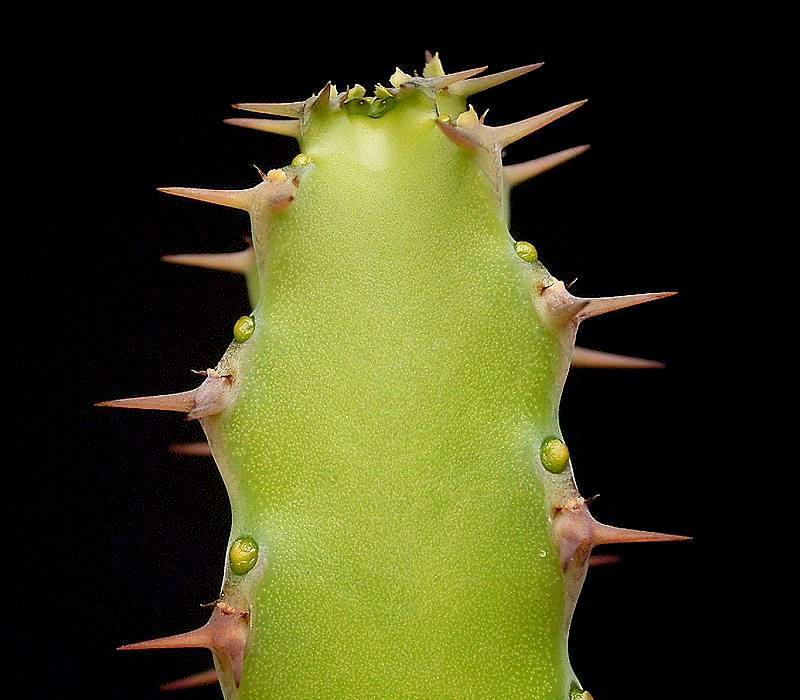
Detalle de la planta

## Distribución
Es nativa de Sudáfrica en KwaZulu-Natal.

## Descripción
Es una planta suculenta y espinosa, sin hojas, con las ramas constreñidos en segmentos, 3-4 angular, glabra,. de color verde claro en las partes jóvenes, llegando a ser  verde grisáceo con la edad, los ángulos agudos, con caras planas entre ellas, con dientes sinuosos, a veces ondulados, con márgenes grises; las hojas muy rudimentarias, en forma de escamas,  amplias, pronto caducas; flores de los ojos sentados casi a medio camino entre la columna vertebral de pares.

## Taxonomía
Euphorbia franckiana fue descrita por Alwin Berger y publicado en Sukkulente Euphorbien 78. 1907[1906].
Etimología
Euphorbia: nombre genérico que deriva del médico griego del rey Juba II de Mauritania (52 a 50 a. C. - 23), Euphorbus, en su honor – o en alusión a su gran vientre –  ya que usaba médicamente Euphorbia resinifera. En 1753 Carlos Linneo asignó el nombre a todo el género.
franckiana: epíteto otorgado en honor de Harry Franck que tenía una de las mayores colecciones de plantas suculentas de la época.